# Stylianos Tzaoutzès
Stylianos Tzaoutzès (grec: Στυλιανὸς Ζαούτζης), est un homme d'État byzantin de la fin du IXe siècle, principal ministre de l'empereur Léon VI le Sage pendant les premières années de son règne, mort en 899.

## Carrière

### Sous le règne deBasileIer
Il était d'origine arménienne, né dans le thème de Macédoine, deux éléments qui le rapprochaient de l'empereur Basile Ier. Selon l'historien Steven Runciman, son nom viendrait d'un mot arménien « Zaoutch », désignant un Noir, et il était surnommé « l'Éthiopien » à cause de son teint sombre. Sous Basile Ier, il fut d'abord  mikros hetaireiarches, c'est-à-dire commandant de la « petite Hétairie », l'un des régiments étrangers de la garde impériale, et finit le règne megas hetaireiarches, commandant de la « grande Hétairie », avec le rang de prôtospatharios dans la hiérarchie aulique.
En 882, âgé de seize ans, le prince héritier Léon (futur Léon VI) était au mieux avec Zoé Tzaoutzina, la fille de Stylianos. Mais sa mère Eudocie Ingérina avait d'autres projets pour lui : organisant l'habituel concours pour le choix de la future impératrice, elle imposa une de ses parentes, la très pieuse Théophanô Martinakia, que Léon dut épouser fin 882. Eudocie mourut juste après le mariage. Théophanô s'aperçut bientôt qu'elle était trompée, et s'en plaignit à l'empereur Basile. Celui-ci n'avait aucune affection pour Léon, qui n'était peut-être pas son fils ; il le rossa jusqu'au sang, et ordonna le mariage de Zoé avec un obscur courtisan, Théodore Gouzouniatès. Peu de temps après, Léon fut accusé par un proche du patriarche Photios, Théodore Santabarenos, de comploter pour assassiner l'empereur ; le prince fut mis aux arrêts, et plusieurs de ses prétendus complices subirent la peine de l'aveuglement ou de l'exil ; peu s'en fallut d'ailleurs que Léon fût lui-même privé de la vue, et il ne fut épargné que sur les instances de Photios et de Stylianos.
En juillet 886, au lendemain de la découverte d'un nouveau complot contre Basile où il n'était de toute évidence pas impliqué, Léon fut libéré et restauré dans ses dignités, et Stylianos joua un grand rôle dans ce changement d'attitude de Basile. Le 12 août, selon l'histoire officielle, l'empereur fut gravement blessé par un cerf au cours d'une chasse à laquelle participaient Stylianos et d'autres dignitaires, et il mourut neuf jours plus tard. On parla d'un complot, mais Basile avait soixante-quinze ans.

### Sous le règne deLéonVI
Dès l'avènement de Léon, Stylianos fut récompensé de ses services par les titres de patrikios et de magistros, et par la fonction de logothète du drome. Il devint pour plusieurs années le principal ministre, une position bien attestée par le grand nombre de novelles de Léon qui lui sont adressées. À une date incertaine entre 891 et 893, cette position exceptionnelle fut confirmée par le titre spécialement créé de basileopatôr (« père de l'empereur »), de signification discutée, mais qui fit jaser, étant conféré au père de Zoé, maîtresse notoire de l'empereur. 
L'influence de Stylianos était contrebalancée par celle du moine Euthyme, directeur de conscience de Léon, qui fut fait higoumène du monastère de Psamathia et syncelle, c'est-à-dire adjoint du patriarche et appelé à lui succéder : la Vita Euthymii montre que les deux conseillers étaient fortement hostiles l'un à l'autre; elle fait d'ailleurs un compte-rendu très défavorable du gouvernement du basileopatôr, et est en grande partie à l'origine de l'idée que le jeune et faible Léon était tombé entièrement sous la coupe d'un intrigant. En tout cas, à la mort en mai 893 d'Étienne Ier, le jeune frère de Léon que l'empereur avait fait patriarche, Stylianos fut assez puissant pour imposer comme successeur Antoine Cauléas, l'un de ses hommes-liges, au détriment d'Euthyme qui était pourtant syncelle.
La Vita Euthymii accuse entre autres le basileopatôr d'avoir été responsable du déclenchement de la guerre avec les Bulgares en 894: il aurait imposé la création à Thessalonique d'un marché par où devait passer tout le commerce entre Byzance et la Bulgarie, et aurait confié ce marché à deux de ses protégés qui extorquaient des commissions exorbitantes aux commerçants bulgares. Cet abus provoqua l'invasion de la Macédoine par le prince Siméon Ier.
Vers 894/895, les relations entre l'empereur et son puissant ministre commencèrent à se tendre : un fils de Stylianos fut accusé d'être impliqué dans un complot visant Léon ; bien que le ministre lui-même ne fût pas compromis, une violente querelle entre les deux hommes eut lieu peu après. Le 10 novembre 896 (ou 897), l'impératrice Théophanô, retirée depuis 893 au couvent des Blachernes, mourut brusquement (la Vita Euthymii se fait l'écho de rumeurs d'empoisonnement). Au début de l'année 898, Théodore Gouzouniatès, le mari de Zoé, mourut lui aussi opportunément pour la famille Tzaoutzès. Pendant l'été 898, un délai de décence étant à peine écoulé, le mariage de Léon et de Zoé fut célébré, et Stylianos devint officiellement beau-père de l'empereur. Cependant, vers la même époque, deux protégés du ministre, l'homme d'affaires Staurakios et l'eunuque Mousikos, reconnus coupables de corruption, furent punis par l'empereur, de plus en plus agacé par Stylianos et sa clientèle.
Mais dès 899 Stylianos et Zoé moururent coup sur coup. Léon, qui n'avait toujours pas d'héritier mâle, se proposa rapidement de se remarier avec Eudocie Baïana. Craignant de perdre leurs positions et privilèges au profit de la famille de la nouvelle impératrice, les membres du clan Tzaoutzès, dirigés par Basile, neveu de Zoé, montèrent un complot qui fut dénoncé par l'un de leurs serviteurs, l'eunuque Samonas. Les Tzaoutzès furent exilés ou enfermés dans des monastères, leurs biens confisqués, et Samonas, richement récompensé, devint le nouveau favori.